# Љубижда
Љубижда (алб. Lubizhdë) је насељено место у општини Призрен, на Косову и Метохији. Према попису становништва из 2011. у насељу је живело 5.982 становника.

## Положај
Атар насеља се налази на територији катастарске општине Љубижда површине 1253 ha. Ово је приградско насеље Призрена и налази се на источној страни града.

## Историја
Село се први пут помиње у Арханђеловској повељи цара Душана 1348. године. У селу постоји неколико цркава и црквишта. Црква Светог Николе је саграђена у 16. веку, а обновљена је 1867. године. У њој се налази двадесетак икона које су овде пренете из околних сеоских цркава након њиховог рушења. Међу њима је била и двојна икона Благовести и Сусрета Јоакима и Ане, из 14. века. Ова икона је првобитно припадала хоросу Душанове задужбине — цркве Светих Арханђела код Призрена. Сада се чува у Народном музеју у Београду. Посебну уметничку вредност представљају двери из 16. века које су припадале сада срушеној цркви Светог Јована. Од осталих вредности, у цркви се чувају: два-три клепала, литијска икона Богородице са везеним ланеним платном дугим 7-8м, дрвени путир од ораховине, неколико старих књига, престоних икона, бакарна крстионица, филигрански крст са натписом из 19. века и друго.
Друга сеоска црква је посвећена Светом Спасу. Црква је порушена половином 19. века, а њене развалине су присвојиле потурице. Из ове цркве су сачуване дуборезне и сликане олтарске двери са иконостаса, које су пренете у цркву Светог Николе.
У селу се још налазе развалине цркве Свете Петке, остаци цркве Светог Јована, цркве Свете Недеље и још неколико цркава.
Овде се налазила Црква Светог пророка Илије у Љубижди.
Године 1899. у месту је била српска основна школа у којој је извршен свечани завршни испит. Испит су водили Јевтан Мрав управитељ школа у протопрезвирату и Махмут ага Спајић изасланик царске турске власти. Сеоски кмет је тада Сима Крстић, а учитељ А. Димитријевић.

## Становништво
Према попису из 2011. године, Љубижда има следећи етнички састав становништва:
| Националност   | 2011.          |
| Албанци        | 4.207 (70,33%) |
| Бошњаци        | 1.286 (21,50%) |
| Турци          | 237 (3,96%)    |
| Горанци        | 75 (1,25%)     |
| Роми           | 48 (0,80%)     |
| Срби           | 5 (0,08%)      |
| други и остало | 124 (2,08%)    |
| Укупно         | 5.982          |

| Демографија | Демографија | Демографија |
| Година      | Становника  | Становника  |
| ----------- | ----------- | ----------- |
| 1948.       | 743         |             |
| 1953.       | 940         |             |
| 1961.       | 1.208       |             |
| 1971.       | 1.553       |             |
| 1981.       | 2.440       |             |
| 1991.       | 2.960       |             |
| 2011.       | 5.982       |             |